# Mitaka
Mitaka (jap. 三鷹市, -shi) ist eine Stadt in der Präfektur Tokio westlich von Tokio.

## Geographie
Mitaka liegt westlich von Tokio, südlich von Musashino, östlich von Koganei und nördlich von Chōfu.

## Geschichte
Das Dorf Mitaka (三鷹村) wurde 1889 im Landkreis Nord-Tama (Kita-Tama-gun) von Kanagawa gegründet. 1893 kam der Kreis zu Tokio. Die Stadt Mitaka (三鷹町) wurde 1940 gegründet. Die hier beschriebene kreisfreie Stadt Mitaka wurde am 3. November 1950 gegründet. Der am 17. November 1927 entdeckte Asteroid (1088) Mitaka ist nach dem Ort benannt, es befinden sich auch Einrichtungen des National Astronomical Observatory of Japan in Mitaka.

## Sehenswürdigkeiten

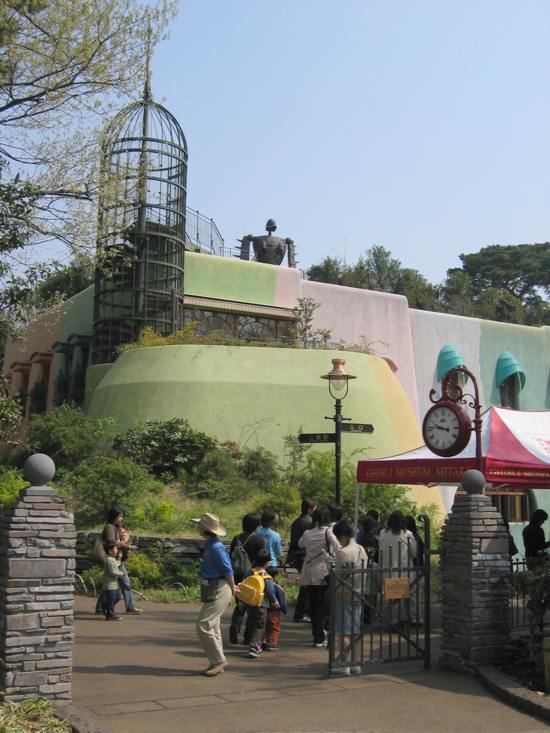
Ghibli-Museum

Auf der Grenze zu Musashino liegt der Inokashira-Park. Dort befindet sich auch das Ghibli-Museum des gleichnamigen, weltberühmten Zeichentrickfilmstudios. In Mikata befindet sich zudem das Middle Eastern Culture Centre in Japan, das Fundstücke aus dem Nahen Osten zeigt.

## Verkehr
- Zug:
  - JR Chūō-Sōbu-Linie: nach Akihabara, Shinjuku und Chiba
  - JR Chūō-Hauptlinie: nach Tokio oder Hachioji
  - Keiō Inokashira-Linie: nach Shibuya
- Straße:
  - Nationalstraße 20

## Bildung
In Mitaka befinden sich mehrere private Hochschulen: die Kyōrin-Universität, die International Christian University, die Luther-Gakuin-Hochschule und das Theologische Seminar Tokio. Daneben befindet sich in Mitaka das Institut für Astronomie der Universität Tokio und der Fachbereich Astronomie der Sōkendai.

## Söhne und Töchter der Stadt
- Hiroki Azuma (* 1971), Kulturkritiker
- Keishi Kusumi (* 1994), Fußballspieler
- Satoshi Ōno (* 1980), Sänger und Schauspieler
- Satoru Ōtomo (* 1957), Astronom
- Wataru Sasaki (* 1996), Fußballspieler
- Yūko Tsushima (1947–2016), Schriftstellerin

## Angrenzende Städte und Gemeinden
- Chōfu
- Musashino
- Koganei
- Tokio: Stadtbezirk Setagaya, Suginami